# Ján Ondrášek
Ján Ondrášek (26 novembre 1942) è un ex calciatore cecoslovacco, di ruolo attaccante.

## Carriera

### Club
Ha giocato nella prima divisione cecoslovacca.

### Nazionale
Nel 1966 ha giocato 2 partite in nazionale.

## Palmarès

### Club

#### Competizioni internazionali
- Coppa Mitropa: 1

Inter Bratislava: 1968-1969